# Kahayan
 (janvier 2020).
Le Kahayan, encore appelé Grand Dayak, est le plus grand fleuve de la province indonésienne de Kalimantan central dans l'île de Bornéo. Palangkaraya, la capitale provinciale, est située sur ce fleuve.

## Géographie

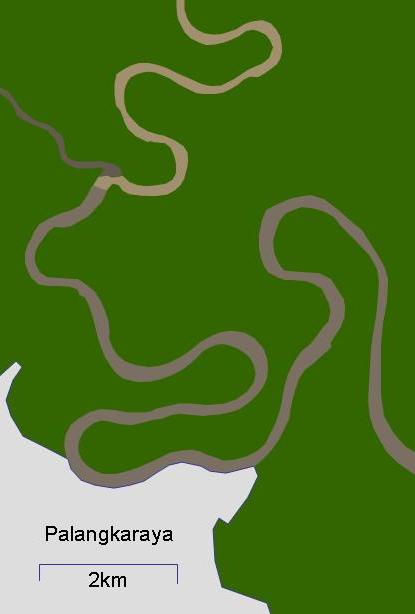
Le Kahayan au nord de Palangkaraya

La province de Kalimantan central a une superficie de 153 800 km2. 82 % consistent en forêt tropicale et moins de 3 % en terre agricole. La partie nord de la province est montagneuse. La région centrale possède des forêts tropicales plates et fertiles. La partie sud est marécageuse. Les forêts fournissent du rotin, des résines et des bois de grande qualité. Le climat est chaud et humide, avec des températures autour de 30° durant presque toute l'année. Les précipitations annuelles vont de 2 800 à 3 400 mm.
La source du Kahayan est située dans les montagnes du Nord. Le fleuve traverse ensuite 600 km en direction du sud à travers les plaines menant finalement à la Mer de Java. Les effets de la marée sont perceptibles de 50 km à 80 km de la mer. Une étude récente a dénombré 28 espèces de poissons dans la rivière, 44 dans le lac Danau Sabuah et 12 espèces dans les étangs piscicoles traditionnels. Les zones ripariennes sont les principales zones de reproduction. Les pêcheurs décrivent une diminution des prises en raison de problèmes avec la qualité de l'eau.

## Population

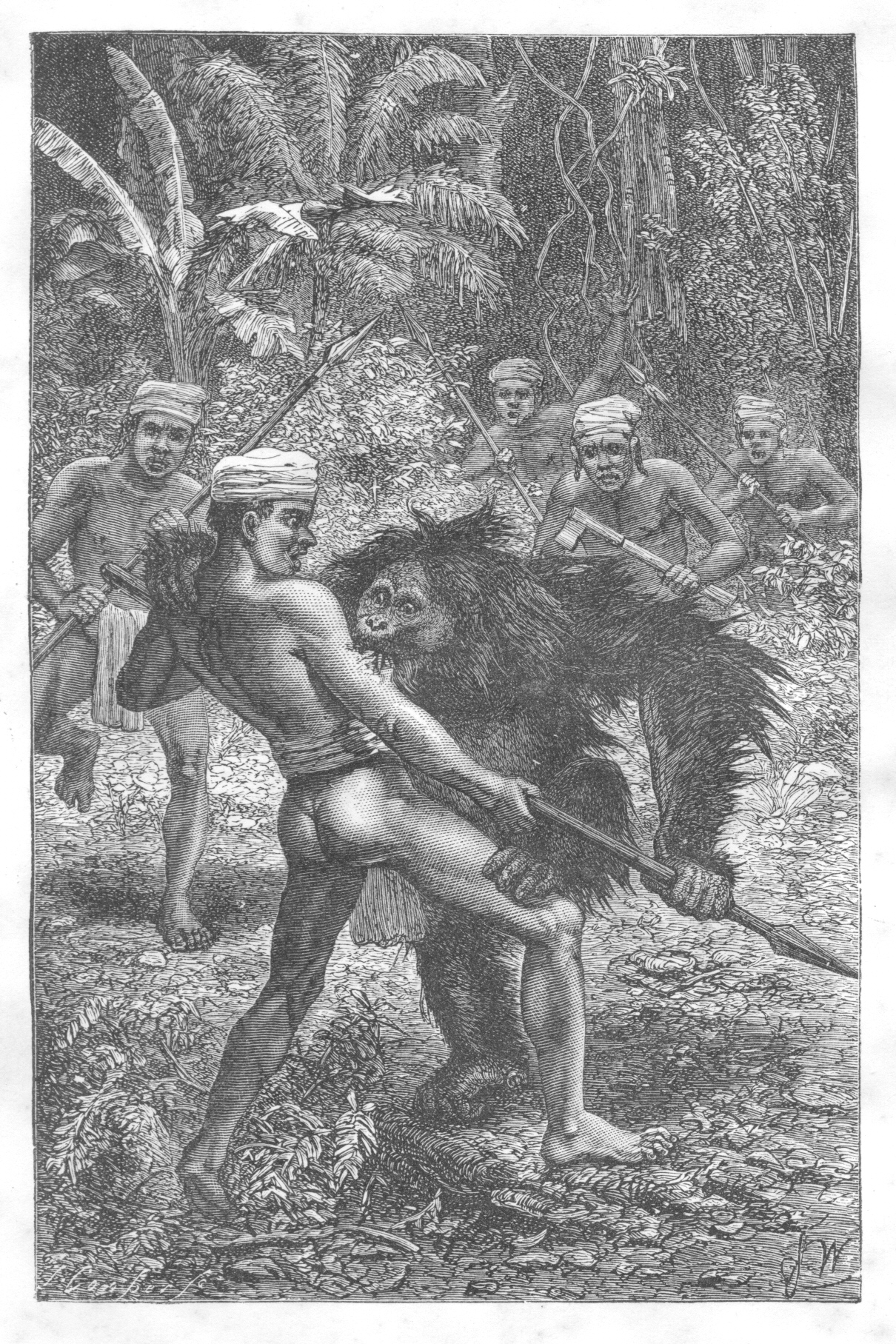
Orang Utan attacked by Dayaks. A fanciful Victorian illustration.

La région du Kahayan est habitée par différents groupes dayak qui ont conservé leurs traditions et leur religion ancestrale kaharingan. Ces populations parlent des langues du groupe barito, dont fait partie la langue malgache parlée à Madagascar. La religion kaharingan est une combinaison de culte des ancêtres, d'animisme et de dynamisme, mais certains la considèrent comme une form d'hindouisme.
Les principaux groupes sont les Ngaju, les Ot Danum et les Ma'anyan. Les Ot Danum vivent dans les régions amont des fleuves Kahayan, Barito, Kapuas et Rungan et ont conservé leur mode de vie traditionnel. Beaucoup habitent encore des maisons longues et vivent de la chasse, de la pêche, et d'une agriculture rudientaire. Les anciens du village pratiquent la médecine traditionnelle et montrent leur statut  par des tatouages complexes et de lourdes parures d'oreille. Les Ngaju se sont déplacés vers l'aval et se sont dans une certaine mesure assimillé avec la population mélangée des villes du bas de la rivière, qui comprennent des Javanais, Madurais, Batak, Toraja, Amboinais, Bugis, Palembang, Minang, Banjars, Makassar, Papous, Balinais, Aceh et Chinois.